# 第16步兵師 (德國國防軍)
第16步兵師（德語：16. Infanterie-Division）是威瑪共和國防衛軍陸軍、納粹德國國防軍陸軍的一個步兵師。該師於1934年10月組建。
第二次世界大戰期間，該師參與入侵法國行動。此後該師一部組建第16裝甲師，一部予以摩托化，改編為第16摩托化步兵師（德語：16. Infanterie-Division (mot.)），並參與巴巴羅薩行動。
該師一直在東線作戰，直至1943年6月改編為第16裝甲擲彈兵師（德語：16. Panzergrenadier-Division），並調回法國國內。
該師一部分在1944年3月改編為第116裝甲師。1944年10月另一部分又改編成第16国民掷弹兵师，而第16国民掷弹兵师最終1945年5月5日在奥地利投降。

## 註腳
1. ↑  Mitcham（2007年）